# Томарлыкопа
Томарлыкопа (каз. Томарлықопа) — пресное озеро (болото) в Камыстинском районе Костанайской области Казахстана. Находится у юго-восточной окраины села Ливановка. Название Томарлыкопа переводится с казахского как кочковатая заросшая местность.
Площадь поверхности озера составляет 11 км². Наибольшая длина озера — 5 км, наибольшая ширина — 3,5 км. Длина береговой линии составляет 16 км.